# GDS – International Shoe Fair

Logo der GDS

Die GDS – International Shoe Fair (GDS für Große Deutsche Schuhmusterschau) war eine Internationale Schuhmesse in Düsseldorf, die von der Messe Düsseldorf veranstaltet wurde.
Die GDS fand zweimal pro Jahr statt: Im Frühjahr und im Herbst. Als Fachmesse richtete sich die GDS an die Angehörigen der Schuhbranche, insbesondere an Einkäufer des Schuhfachhandels.
Ausgestellt wurden insbesondere Damen-, Herren- und Kinderschuhe. Darüber hinaus umfasste das Warenverzeichnis Spezialschuhe wie z. B. Sport- und Hausschuhe, aber auch Accessoires und Schuhzubehör. Daneben thematisierte die GDS auch Schaufenstergestaltung und Ladenbau für Schuhfachgeschäfte sowie Warenwirtschaftssysteme für den Schuhhandel.
Es wurden mehr als 3000 Kollektionen von rund 1500 Ausstellern aus ca. 50 Ländern ausgestellt.
Die GDS wurde 2016 aufgrund von Aussteller- und Besucherrückgängen eingestellt. Aus ihr ging die heutige Gallery Shoes hervor, die auch von der Messe Düsseldorf veranstaltet wird.